# Illustrirte Zeitung

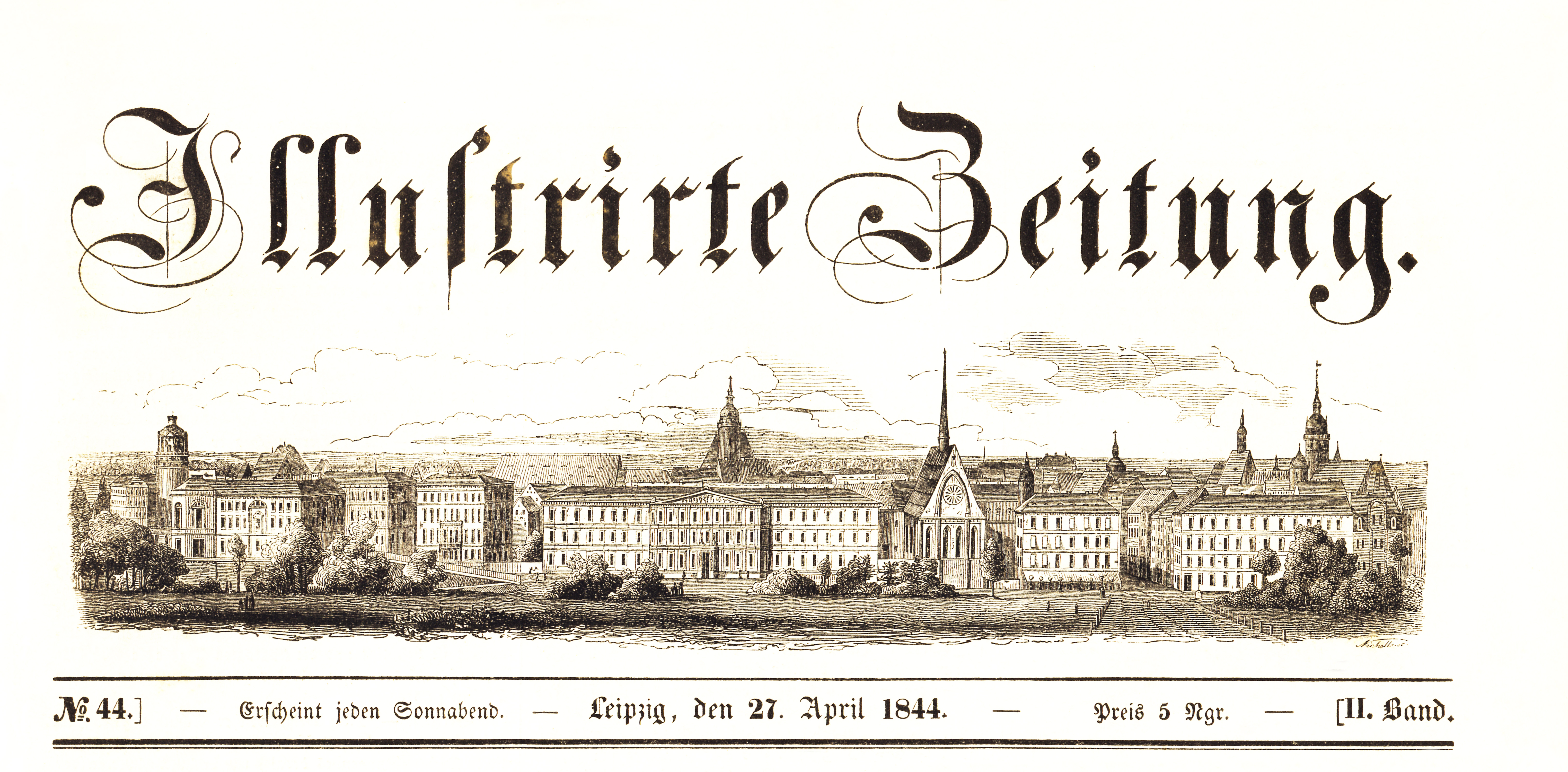
1844: gegenüber der Erstausgabe ist der Kopf der Illustrirten Zeitung noch nahezu unverändert

Die Illustrirte Zeitung erschien vom 1. Juli 1843 bis zum September 1944 im Verlag J. J. Weber in Leipzig.
Verleger und Herausgeber war Johann Jacob Weber. Mitbegründer, technischer Leiter und Verbindungsmann zu den Holzschnittkünstlern in Leipzig und Berlin war von 1843 bis 1845 der Leipziger Buchhändler und Verleger Carl Berendt Lorck.

## Geschichte

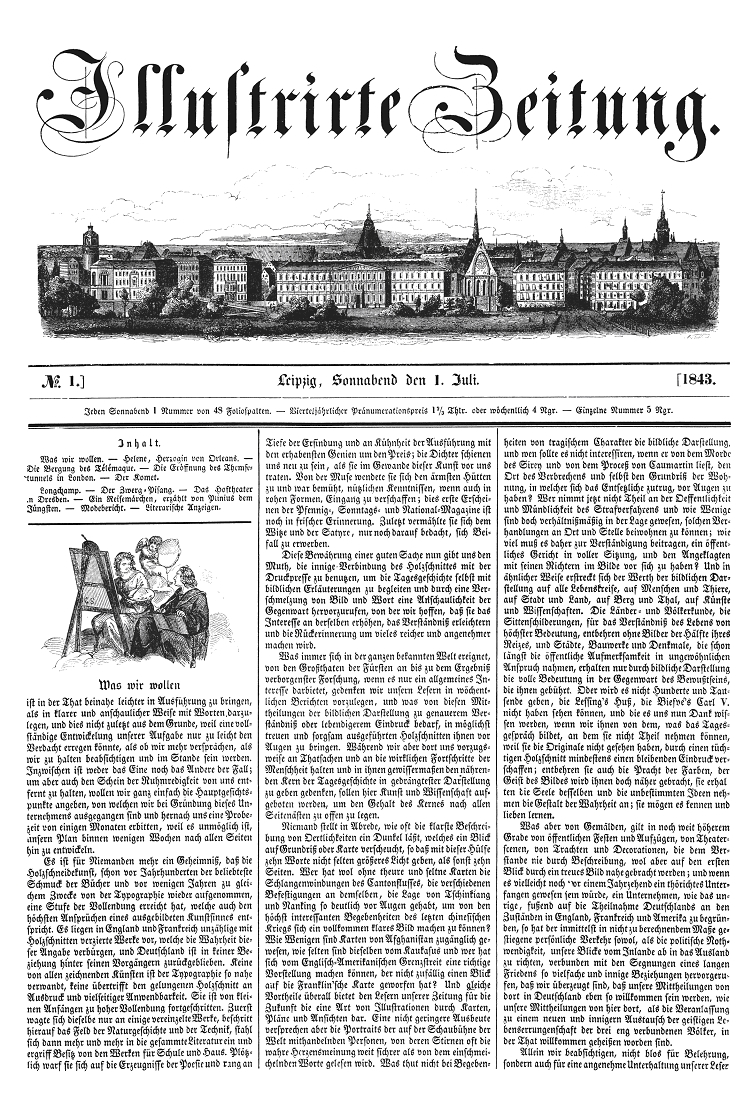
Erstausgabe der Illustrirten Zeitung vom 1. Juli 1843

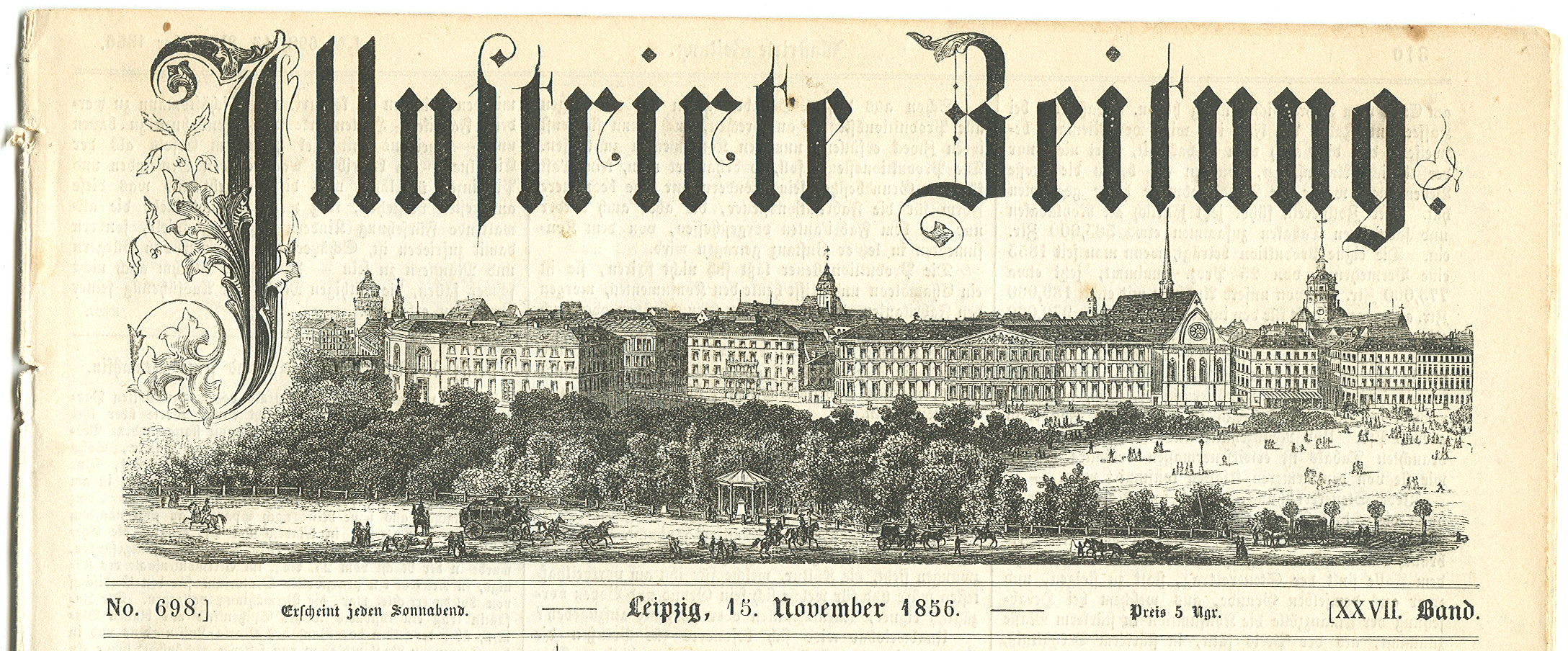
1856: Der veränderte Kopf berücksichtigt auch die baulichen Veränderungen der Stadt

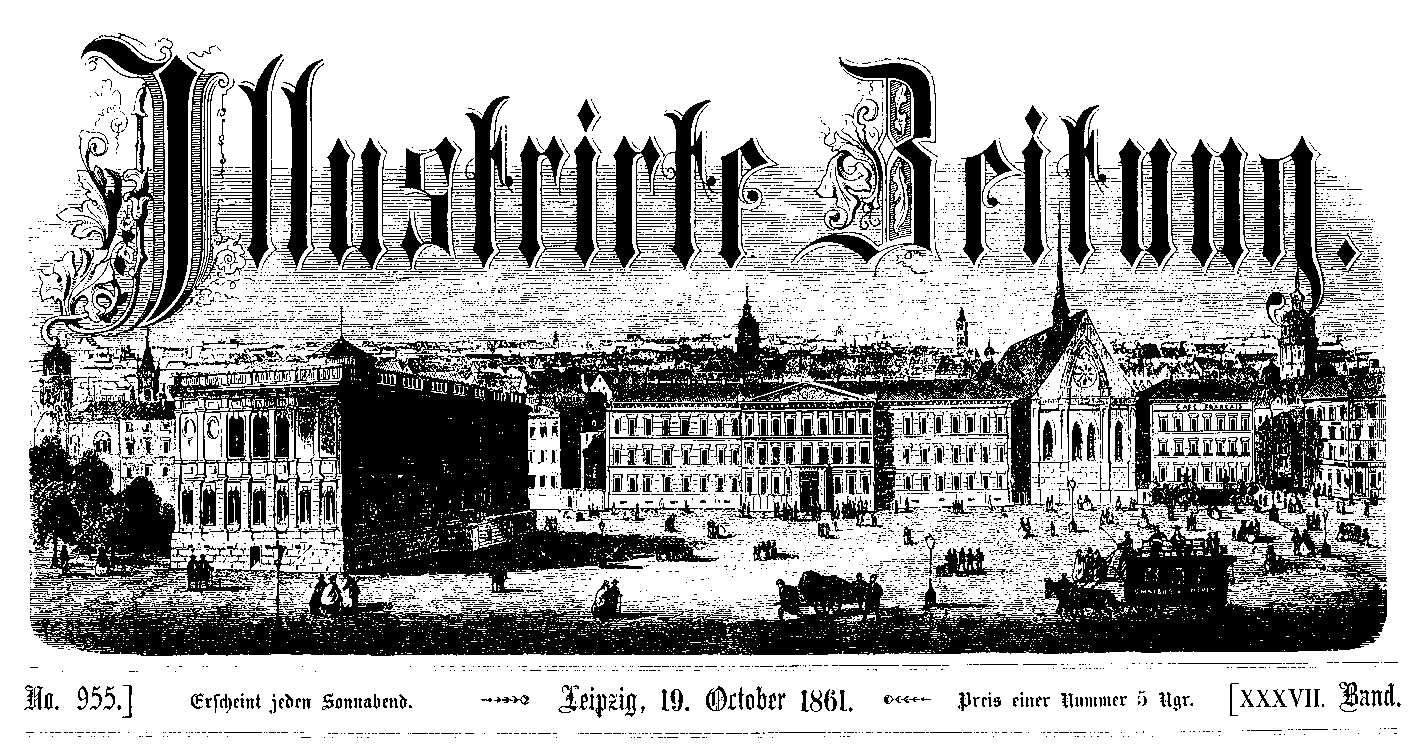
1861: Im Vordergrund links ist ein neues Gebäude zu erkennen – das Museum der bildenden Künste

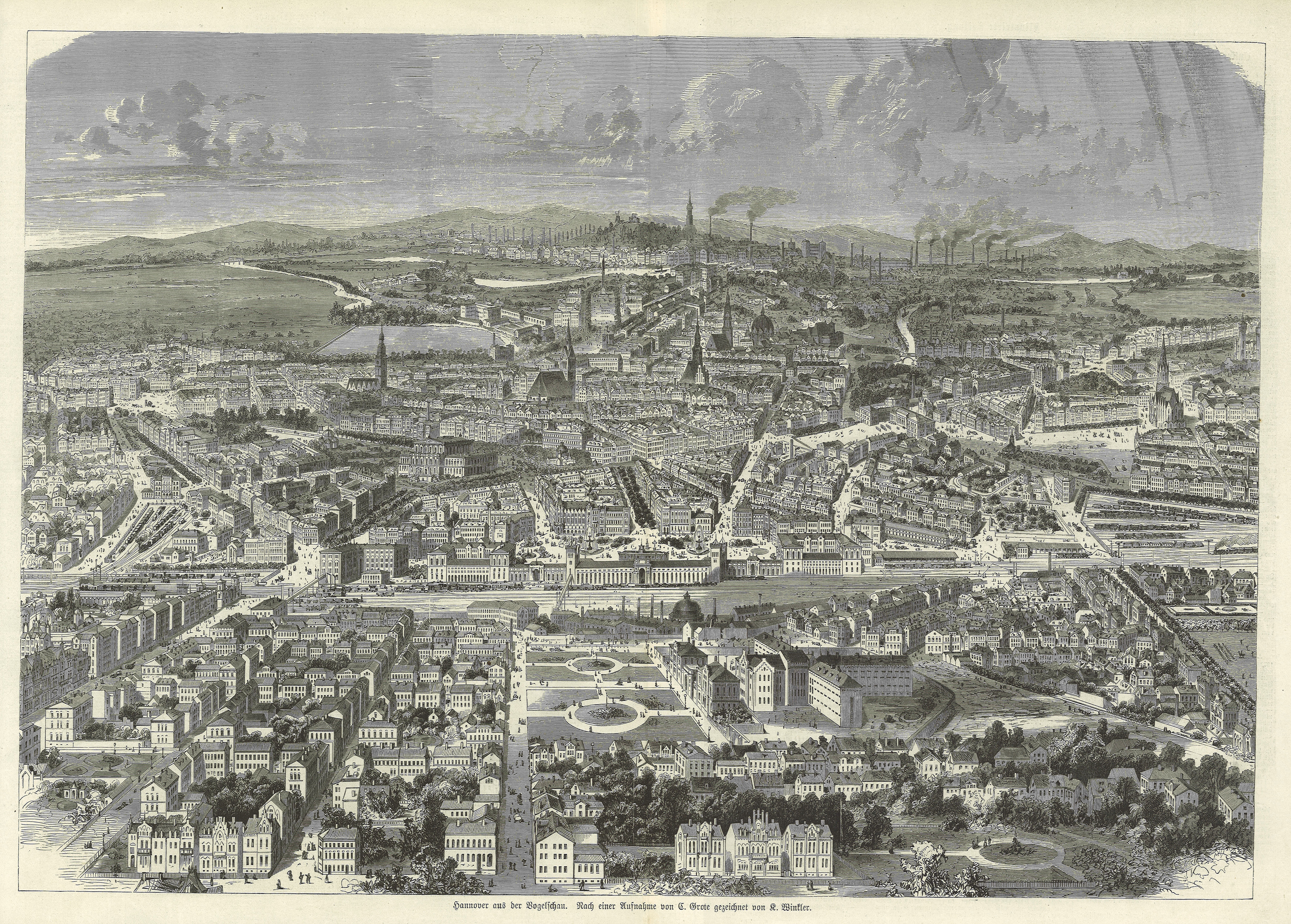
Typische doppelseitige „Vogelschau“, hier am Beispiel der Stadt Hannover im Jahr 1872 nach Vorlage von Carl Grote

Titel vom 20. April 1911 mit einem von Hermann Schaper entworfenen Herold mit den Wappen von Hannover, dem Sachsenross und dem Reichsadler. Das Heft war im „Einzelverkauf nur durch den Hannoverschen Anzeiger“ der Verlagsgesellschaft Madsack zu haben.

Zunächst als Lizenzausgabe der 1842 in England gegründeten Zeitschrift The Illustrated London News herausgegeben war sie nach deren Vorbild und dem der L’Illustration (Paris) die erste illustrierte Zeitschrift in Deutschland. 
Die Zeitschrift war das „Flaggschiff“ des Unternehmens und kann zugleich als Urmutter aller späteren „Bilderblätter“ angesehen werden. Zudem war diese neue Art Zeitschrift in Bezug auf die für solch kostspielige Experimente eher ungünstige Zeit ein wagemutiger, aber erfolgreicher Versuch, der sich in hervorragenden Verkaufserfolg entwickelte.
Die Technik der Holzstich-Illustrationen für damalige Verhältnisse zur Perfektion zu entwickeln, war für den Verleger J. J. Weber im Jahr 1843 der eigentliche Anreiz zur Gründung einer illustrierten Zeitschrift. Im Laufe der folgenden Jahre gliederte er ein xylographisches Atelier an, das 1849–1857 von Robert Kretschmer, 1857–1860 von dem Maler Ernst Hartmann aus Berlin, 1860–1870 von dem Maler Anton „Tony“ Muttenthaler (1820–1870) aus München und 1870–1901 von Fritz Waibler geleitet wurde. 
Weber erwarb 1858 nach Kretschmers Tod dessen Atelier. 1860 gründete er für seine Verlagswerke eine eigene Druckerei – den Druck der Illustrirten Zeitung behielt allerdings bis zum Jahrhundertende F. A. Brockhaus. 
Ihr enormer Einsatz an Bildern und Bildreportagen, die durch den Einsatz eigener Bildkorrespondenten möglich wurde, macht die Illustrirte Zeitung durch ihre lange Laufzeit von einem Jahrhundert zu einer wichtigen Quelle an Materialien zur Geschichte und Kultur, sowie der Politik und des Alltagslebens. Sie bietet damit ein einmaliges Bildarchiv mit über 300.000 Illustrationen, die eindrucksvoll Berichte über das zeitgenössische politische, wissenschaftliche, kulturelle und literarische Leben dieser Zeit liefern.
Mit der in der Illustrirten Zeitung erstmals eingeführten Eingliederung des Bildes in die Textseite erhöhte sich die Aussagekraft der bisher nur sprachlich vermittelten Inhalte oder Informationen.
Sechs Monate nach Erscheinen betrug die Auflage 7.500 Exemplare, drei Jahre nach ihrer Gründung stieg sie auf 11.000 Exemplare, die Rekordauflage lag bei etwa 100.000.

„1868 konterte die Leipziger Illustrierte Zeitung zu ihrem 25-jährigen Bestehen im Rückblick auf die Vorbehalte der Verdummung durch Illustrationen mit einer Gegendarstellung unter der Überschrift ‚Illustration als Hebel der Volksbildung‘, daß das Interesse und die Aufmerksamkeit der Leser erst durch die Abbildungen auf den Text gelenkt würden.“

Die Illustrirte Zeitung veröffentlichte 1883 das erste gedruckte Foto, die Darstellung eines Gralsbechers, in einem deutschen Presseorgan. Es war eine gerasterte Fotografie (Autotypie), die nach dem Verfahren von Georg Meisenbach hergestellt wurde. 
Der Aufstieg und Erfolg des Nationalsozialismus wurde mit einem positiv ästhetisierenden Bildmaterial durch die Illustrirte Zeitung begleitet. 
Die Zeitschrift brachte es im Laufe ihres Erscheinens auf mehr als 5000 Ausgaben, die über einen Zeitraum von 100 Jahren kultur- und literaturhistorische, sowie gesellschaftspolitische Informationen und Entdeckungen und Erkenntnisse aus Wissenschaft und Technik archivierten. 
Sie stellte im September 1944 mit der 5041. Nummer ihr Erscheinen ein. Im Dezember desselben Jahres erschien ein letztes Sonderheft mit dem Titel Der europäische Mensch.

### Schachkomposition
Die Illustrirte Zeitung war von großer Bedeutung für die Entwicklung der modernen Schachkomposition in Deutschland, da die durch Karl Julius Simon Portius betriebene Schachspalte als damals einziges Organ des deutschen Schachlebens weithin beachtet wurde. Mehrere theoretisch bedeutende Schachprobleme wurden hier besprochen oder erschienen hier erstmals, beispielsweise 1854 das Nowotny-Thema. In der Schrift Das Indische Problem stellten Johannes Kohtz und Carl Kockelkorn 1903 die Bedeutung von Portius’ Arbeit heraus.

## Mitarbeiter
- Carl Berendt Lorck (1843–1845)
- Ludwig Klitzsch (Direktor ab 1910)
- Arthur Ploch
- Heinrich Schilking
- Wolfram Sievers[3]

## Bekannte Autoren
- Friedrich Gerstäcker
- Julius von Minutoli (1846 über Posen, 1860 über Persien)
- Friedrich Hebbel
- Friedrich Schrader
- Theodor Storm (das Märchen Regentrude erschien z. B. zuerst in der Illustrirten Zeitung 1864, Nr. 43)
- Karl May (erster bekannter Abdruck des Essays Die Todeskaravane in Nr. 2668, 1894)

Auch einige namhafte Politiker schrieben Artikel für die Illustrirte Zeitung. Unter ihnen befinden sich:
- Gustav Stresemann (1916: Deutschlands Siegeswille)
- Konrad Adenauer (1922: Kölns wirtschaftliche und kulturelle Zukunftsaufgaben)
- Franz von Papen (1932: Deutsche Wandlungen)

## Illustratoren
- Karl Albrecht
- Arthur Michaelis
- John Allanson
- Richard Aßmann
- Robert Aßmus
- August Beck
- Georg Bleibtreu
- Hermann Braun
- Hugo Braune
- Ludwig Burger
- Carl August Deis
- Carl von Dombrowski
- Amandus Faure
- Poppe Folkerts
- Hans Friedrich
- Wilhelm Gause
- Robert Geißler
- Otto Gerlach
- Carl Grote
- Guido Hammer
- Professor Hans von Hayek
- Ernst Hartmann
- Carl Friedrich Harveng
- Hermann Ludwig Heubner
- Harry Heusser
- Friedrich Kaiser
- Alexander Kircher
- Johann Jakob Kirchhoff
- Willy Knabe
- Richard Knötel
- Reinhold Koch-Zeuthen
- Herbert König
- Eduard Kretzschmar (ab 1846)
- Georg Lebrecht
- Ferdinand Lindner
- Rudolf Lipus
- Ernst Lübbert
- H. Lüders
- Theo Matejko
- Julius von Minutoli
- Anton Muttenthaler
- Adolf Neumann
- William Alfred Nicholls
- O. J. Olbertz

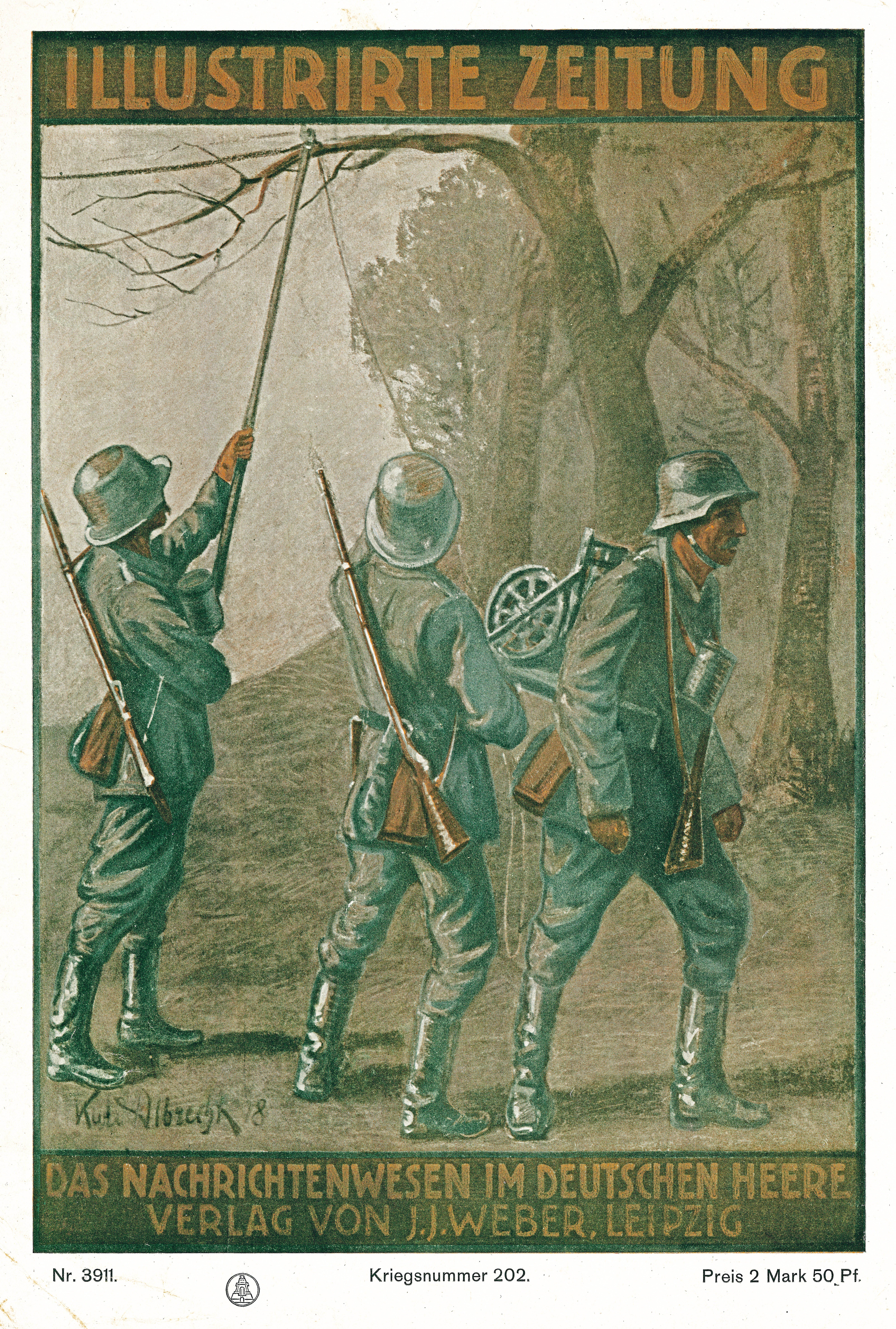
Das Nachrichtenwesen im Deutschen Heere,
Titel der Illustrirten Zeitung von 1918,
signiert von Karl Albrecht;
Nr. 3911 vom 13. Juni 1918, Kriegsnummer 202

- Hermann Penner (1832–1894), Marinemaler
- Ludwig Pietsch
- Louis Preller
- Carl August Reinhardt
- Hermann Scherenberg
- Heinrich Schilking
- Heinrich Schlitt
- Franziska Schlopsnies
- Felix Schwormstädt
- Gottlob Theuerkauf
- Wilhelm Thielmann
- Ladislaus Tuszyński
- Wilhelm Völker
- A. Paul Weber
- Fritz Waibler